# Zuluz

La Bandera de Arabia Saudita, con la inscripción de la shahada en Zuluz.

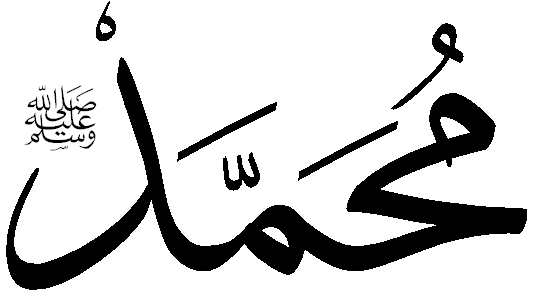
El nombre de Mahoma con una Salat escrita en Zuluz.

Zuluz (Árabe: ثلث "un tercio", Turco: Sülüs) es una variedad de caligrafía árabe, que hizo su primera aparición en el siglo XI (siglo IV de la Hégira). Las formas angulares rectas de la escritura cúfica fueron reemplazadas en esta caligrafía por líneas curvas y oblicuas. En Zuluz, un tercio de cada letra tiene inclinación, de ahí el nombre en árabe, que significa "un tercio". Es una caligrafía grande, elegante y cursiva, utilizada en la Edad Media en las decoraciones de las mezquitas. Varios estilos caligráficos han evolucionado a partir del Zuluz mediante ligeros cambios en las formas.

## Historia
Las grandes contribuciones a la evolución de la caligrafía Zuluz ocurrieron durante el Imperio Otomano en tres etapas sucesivas conocidas como "Revoluciones Caligráficas":
- La primera "revolución" ocurrió en el siglo XV y fue iniciada por el maestro calígrafo Şeyh Hamdullah,[1][2]

- La segunda revolución fue llevada a cabo por el calígrafo otomano Hâfız Osman en el siglo XVII,[3][4]

- Finalmente, Mehmed Şevkî Efendi a finales del siglo XIX, le dio a la grafía el aspecto distintivo que tiene hoy en día.[5][6][7]

## Artistas
El artista mejor conocido que llevó la caligrafía Zuluz a su cumbre más alta se dice que es Mustafa Rakım Efendi, un pintor que estableció un estándar en la caligrafía otomana y que se considera que no ha sido superado hasta hoy.

## Uso
El Zuluz ha sido utilizado para escribir los encabezados de las azoras. Algunas de las copias más antigua del Corán fueron escritas en Zuluz. Otras copias posteriores fueron escritas con una combinación de Zuluz y Naskh o Muhakkak, mientras que a partir del siglo XV se utilizó exclusivamente la grafía nasji.